# Hersilia novaeguineae
Espèce
Hersilia novaeguineae est une espèce d'araignées aranéomorphes de la famille des Hersiliidae.

## Distribution
Cette espèce est endémique de Nouvelle-Guinée. Elle se rencontre dans la province nord (ou d'Oro) en Papouasie-Nouvelle-Guinée, ainsi qu'à Jayapura en Nouvelle-Guinée occidentale en Indonésie.

## Description
Le mâle mesure 5,6 mm et la femelle 6,05 mm.

## Étymologie
Son nom d'espèce lui a été donné en référence au lieu de sa découverte.

## Publication originale
- Baehr & Baehr, 1993 : The Hersiliidae of the Oriental Region including New Guinea. Taxonomy, phylogeny, zoogeography (Arachnida, Araneae). Spixiana Supplement, vol. 19, p. 1-96 (texte intégral).